# Floorball-Bundesliga Österreich 2011/12
Die Floorball-Bundesliga Österreich 2012/12 war die 11. Spielzeit der österreichischen Floorball-Bundesliga.

## Herren Bundesliga (Großfeld)
Die österreichische Floorball-Staatsmeisterschaft auf dem Großfeld der Herren begann am 17. September 2011. Titelverteidiger war der TVZ Wikings Zell am See, der in drei Finalspielen den Titel an den VSV Unihockey verlor.
Teilnehmer:
- VSV Unihockey
- TVZ Wikings Zell am See
- SU Wiener FV
- KAC Floorball
- HFC Feldkirch
- UHC Linz
- IC Graz
- IBC Leoben

Modus:
Die Vorrunde zur österreichischen Herren(Großfeld)-Staatsmeisterschaft wurde in einer einfachen Vor- und Rückrunde ausgespielt. Die besten vier Mannschaften des Grunddurchgangs ermittelten in einer "Best of 3"-Serie die Finalisten. Das Finale wurde in einem "Best of 5"-Modus ausgespielt.
| Pl. | Verein                  | Sp. | S  | U   | N  | Diff. | Pkt. |
| --- | ----------------------- | --- | -- | --- | -- | ----- | ---- |
| 01. | VSV Unihockey           | 14  | 14 | 0   | 0  | +0134 | 42   |
| 02. | TVZ Wikings Zell am See | 14  | 11 | 03  | 0  | +079  | 33   |
| 03. | KAC Floorball           | 14  | 9  | 04  | 0  | +029  | 29   |
| 04. | SU Wiener FV            | 14  | 8  | 06  | 0  | +031  | 24   |
| 05. | UHC Linz                | 14  | 5  | 07  | 0  | −022  | 18   |
| 06. | IC Graz                 | 14  | 3  | 010 | 0  | −039  | 11   |
| 07. | IBC Leoben              | 14  | 3  | 010 | 0  | −039  | 10   |
| 08. | HFC Feldkirch           | 14  | 0  | 013 | 01 | −0173 | 1    |

Play-offs – Halbfinale:
- KAC Floorball – TVZ Wikings Zell am See  8:12 (1:2, 6:5, 1:5) am 10. März 2012
- SU Wiener FV – VSV Unihockey  7:14 (2:3, 2:7, 3:4) am 10. März 2012
- TVZ Wikings Zell am See – KAC Floorball  7:4 (1:1, 2:2, 4:1) am 17. März 2012
- VSV Unihockey – SU Wiener FV  10:3 (5:1, 4:1, 1:1) am 17. März 2012

Damit zogen TVZ Wikings Zell am See und VSV Unihockey mit jeweils 2:0 Siegen in das Finale ein.

Finale:
- 1. Spiel: TVZ Wikings Zell am See – VSV Unihockey  3:5 (0:1, 1:1, 2:3) am 24. März 2012
- 2. Spiel: VSV Unihockey – TVZ Wikings Zell am See  7:3 (2:2, 3:1, 2:0) am 31. März 2012
- 3. Spiel: VSV Unihockey – TVZ Wikings Zell am See  8:4 (0:1, 2:2, 6:1) am 1. April 2012

VSV Unihockey mit 3:0 Siegen Österreichischer Herren-Floorball-Staatsmeister 2012.

## Damen Bundesliga (Großfeld)
Die österreichische Floorball-Staatsmeisterschaft der Damen auf dem Großfeld begann am 8. Oktober 2011. Titelverteidiger war der SU Wiener FV.
Im Finale gegen den Titelverteidiger gelang es den Spielerinnen vom TVZ Wikings Zell am See sich in 2 Finalspielen durchzusetzen.
Teilnehmer:
- TVZ Wikings Zell am See
- SU Wiener FV
- IBC Leoben
- FBC Grasshoppers Zurndorf
- HFC Feldkirch

Modus:
Der Grunddurchgang zur österreichischen Damen(Großfeld)-Staatsmeisterschaft wurde in insgesamt 10 Vorrunden ausgespielt. Die besten vier Mannschaften des Grunddurchgangs ermittelten in einer "Best of 3"-Serie die Finalisten. Das Finale wurde in einem "Best of 3"-Modus ausgespielt.
| Pl. | Verein                    | Sp. | S | U  | N | Diff. | Pkt. |
| --- | ------------------------- | --- | - | -- | - | ----- | ---- |
| 01. | TVZ Wikings Zell am See   | 8   | 6 | 0  | 0 | +042  | 21   |
| 02. | SU Wiener FV              | 8   | 6 | 01 | 0 | +041  | 20   |
| 03. | FBC Grasshoppers Zurndorf | 8   | 3 | 04 | 0 | +010  | 10   |
| 04. | IBC Leoben                | 8   | 3 | 05 | 0 | +021  | 9    |
| 05. | HFC Feldkirch             | 8   | 0 | 08 | 0 | −0114 | 0    |

Play-offs – Halbfinale:
- IBC Leoben – TVZ Wikings Zell am See  0:1 (0:0, 0:0, 0:1) am 10. März 2012
- FBC Grasshoppers Zurndorf – SU Wiener FV  1:4 (0:1, 0:0, 1:0, 0:0, 0:3) am 10. März 2012
- TVZ Wikings Zell am See – IBC Leoben  7:3 (2:0, 4:2, 1:1) am 17. März 2012
- SU Wiener FV – FBC Grasshoppers Zurndorf  4:2 (1:2, 3:0, 0:0) am 17. März 2012

Damit zogen SU Wiener FV und TVZ Wikings Zell am See mit jeweils 2:0 Siegen in das Finale ein.

Finale:
- 1. Spiel: SU Wiener FV – TVZ Wikings Zell am See  1:6 (0:2, 1:1, 0:3) am 24. März 2012
- 2. Spiel: TVZ Wikings Zell am See – SU Wiener FV  3:0 (1:0, 1:0, 1:0) am 31. März 2012

TVZ Wikings Zell am See mit 2:0 Siegen Österreichischer Damen-Floorball-Staatsmeister 2012.